# Carleton Place
Carleton Place [ˈkɑɹltənˌpleɪ̯s] ist eine Stadt in Lanark County im Osten Ontarios, Kanada.
Die Stadt liegt ca. 45 km südwestlich der kanadischen Hauptstadt Ottawa am Mississippi Lake bzw. Mississippi River. Der Fluss ist aber nicht zu verwechseln mit dem durch die USA fließenden gleichnamigen Fluss.
1819 wurde der Ort als Bauplatz für eine Mühle ausersehen. Bis 1870 war ein Dorf herangewachsen, 1890 wurden die Stadtrechte vergeben.
Carleton Place hat ca. 12.500 Einwohner und bietet viele Freizeitmöglichkeiten. Die Nähe zum See bietet alle Möglichkeiten des Wassersports (Angeln, Wasserski, Kanu fahren etc.). Daher wird diese Region im Sommer gerne von den Bewohnern Ottawas zum Entspannen genutzt.

## Verkehr
Carleton Place wird vom Ontario Highway 7, der hier Teil des Trans-Canada Highway ist, mit Ottawa und Perth verbunden.